# VDSL
 (енгл. Very high-speed digital subscriber line) је DSL технологија која нуди бржи пренос података од ADSL-а, преко телефонске парице (до 52 Mbit/s ка кориснику и 16 Mbit/s од корисника). Ради у фреквенцијском појасу од 24 kHz до 12 MHz. Овај стандард је одобрен од стране ITU-а новембра 2001. Друга генерација стандарда (VDSL2 ITU-T G.993.2 одобрен фебруара 2006) ради на френквенци до 30 MHz и пружа симетричну брзину од преко 100 Mbit/s. Максимална брзина је остварива на удаљености до 300 m (дужина бакарне парице) са повећањем удаљености брзина значајно опада.
У Србији VDSL је у понуди од 2013. године. Интернет провајдери више не наводе техлоногију којом повезују корисника због различитих техничких могућности; VDSL је доста осетљиви на спољашње утицаје (електромагнете, дужина парице и сл.).